# هیو یکم، کنت ورماندوا
هیو یکم ، هوگو یکم (به فرانسوی: Hugues le Grand) (زادهٔ ۱۰۵۷- مرگ ۱۸ اکتبر ۱۱۰۱ میلادی) کوچکترین پسر هانری یکم پادشاه فرانسه از بطن آنا یاروسلاونا بود و او کنت ورماندوا و برادر کوچکتر فیلیپ یکم بود.
او از شوالیه‌هایی بود که در نخستین جنگ صلیبی و در ۱٠٩٨ وی در تصرف انطاکیه شرکت ‌داشت و سپس به فرانسه بازگشت. در آنجا او برای آنکه تا آزادی سرزمین موعود در جنگ نمانده مورد نکوهش قرارگرفت. سرانجام پاپ پاسکال دوم وی را تهدید به تکفیر نمود. پس او به سوی مرزهای سلجوقیان بازگشت. سرانجام در ۱۱۰۱ میلادی در نبرد با سلجوقیان زخمی شده و بر اثر همان زخم در طرسوس جان سپرد.